# Молодіжна збірна Гвінеї з футболу
Молодіжна збірна Гвінеї з футболу — представляє Гвінею в міжнародних матчах і турнірах з футболу. Керується Гвінейською федерацією футболу.

## Історія
Молодіжна збірна Гвінеї дебютувала на континентальному чемпіонаті 1979 року. Найвище досягнення друге місце в 1979.
На фінальній стадії молодіжного чемпіонату світу вперше брала участь в 1979 році, участь обмежилась груповою стадією.

## Результати на чемпіонатах світу
| Молодіжний чемпіонат світу | Молодіжний чемпіонат світу | Молодіжний чемпіонат світу | Молодіжний чемпіонат світу | Молодіжний чемпіонат світу | Молодіжний чемпіонат світу | Молодіжний чемпіонат світу | Молодіжний чемпіонат світу | Молодіжний чемпіонат світу |                    |
| Рік                        | Раунд                      | МЗ                         | В                          | Н                          | П                          | ГЗ                         | ГП                         | Різ                        |                    |
| -------------------------- | -------------------------- | -------------------------- | -------------------------- | -------------------------- | -------------------------- | -------------------------- | -------------------------- | -------------------------- | ------------------ |
| 1977                       | не кваліфікувалась         | не кваліфікувалась         | не кваліфікувалась         | не кваліфікувалась         | не кваліфікувалась         | не кваліфікувалась         | не кваліфікувалась         | не кваліфікувалась         |                    |
| 1979                       | Груповий етап              | 3                          | 0                          | 0                          | 3                          | 0                          | 10                         | - 10                       |                    |
| 1981                       | не кваліфікувалась         | не кваліфікувалась         | не кваліфікувалась         | не кваліфікувалась         | не кваліфікувалась         | не кваліфікувалась         | не кваліфікувалась         | не кваліфікувалась         |                    |
| 1983                       | не кваліфікувалась         | не кваліфікувалась         | не кваліфікувалась         | не кваліфікувалась         | не кваліфікувалась         | не кваліфікувалась         | не кваліфікувалась         | не кваліфікувалась         |                    |
| 1985                       | не кваліфікувалась         | не кваліфікувалась         | не кваліфікувалась         | не кваліфікувалась         | не кваліфікувалась         | не кваліфікувалась         | не кваліфікувалась         | не кваліфікувалась         |                    |
| 1987                       | не кваліфікувалась         | не кваліфікувалась         | не кваліфікувалась         | не кваліфікувалась         | не кваліфікувалась         | не кваліфікувалась         | не кваліфікувалась         | не кваліфікувалась         |                    |
| 1989                       | не кваліфікувалась         | не кваліфікувалась         | не кваліфікувалась         | не кваліфікувалась         | не кваліфікувалась         | не кваліфікувалась         | не кваліфікувалась         | не кваліфікувалась         |                    |
| 1991                       | не кваліфікувалась         | не кваліфікувалась         | не кваліфікувалась         | не кваліфікувалась         | не кваліфікувалась         | не кваліфікувалась         | не кваліфікувалась         | не кваліфікувалась         |                    |
| 1993                       | не кваліфікувалась         | не кваліфікувалась         | не кваліфікувалась         | не кваліфікувалась         | не кваліфікувалась         | не кваліфікувалась         | не кваліфікувалась         | не кваліфікувалась         |                    |
| 1995                       | не кваліфікувалась         | не кваліфікувалась         | не кваліфікувалась         | не кваліфікувалась         | не кваліфікувалась         | не кваліфікувалась         | не кваліфікувалась         | не кваліфікувалась         |                    |
| 1997                       | не кваліфікувалась         | не кваліфікувалась         | не кваліфікувалась         | не кваліфікувалась         | не кваліфікувалась         | не кваліфікувалась         | не кваліфікувалась         | не кваліфікувалась         |                    |
| 1999                       | не кваліфікувалась         | не кваліфікувалась         | не кваліфікувалась         | не кваліфікувалась         | не кваліфікувалась         | не кваліфікувалась         | не кваліфікувалась         | не кваліфікувалась         |                    |
| 2001                       | не кваліфікувалась         | не кваліфікувалась         | не кваліфікувалась         | не кваліфікувалась         | не кваліфікувалась         | не кваліфікувалась         | не кваліфікувалась         | не кваліфікувалась         |                    |
| 2003                       | не кваліфікувалась         | не кваліфікувалась         | не кваліфікувалась         | не кваліфікувалась         | не кваліфікувалась         | не кваліфікувалась         | не кваліфікувалась         | не кваліфікувалась         |                    |
| 2005                       | не кваліфікувалась         | не кваліфікувалась         | не кваліфікувалась         | не кваліфікувалась         | не кваліфікувалась         | не кваліфікувалась         | не кваліфікувалась         | не кваліфікувалась         |                    |
| 2007                       | не кваліфікувалась         | не кваліфікувалась         | не кваліфікувалась         | не кваліфікувалась         | не кваліфікувалась         | не кваліфікувалась         | не кваліфікувалась         | не кваліфікувалась         |                    |
| 2009                       | не кваліфікувалась         | не кваліфікувалась         | не кваліфікувалась         | не кваліфікувалась         | не кваліфікувалась         | не кваліфікувалась         | не кваліфікувалась         | не кваліфікувалась         |                    |
| 2011                       | не кваліфікувалась         | не кваліфікувалась         | не кваліфікувалась         | не кваліфікувалась         | не кваліфікувалась         | не кваліфікувалась         | не кваліфікувалась         | не кваліфікувалась         |                    |
| 2013                       | не кваліфікувалась         | не кваліфікувалась         | не кваліфікувалась         | не кваліфікувалась         | не кваліфікувалась         | не кваліфікувалась         | не кваліфікувалась         | не кваліфікувалась         |                    |
| 2015                       | не кваліфікувалась         | не кваліфікувалась         | не кваліфікувалась         | не кваліфікувалась         | не кваліфікувалась         | не кваліфікувалась         | не кваліфікувалась         | не кваліфікувалась         |                    |
| 2017                       | Груповий етап              | 3                          | 0                          | 2                          | 1                          | 1                          | 9                          | -8                         |                    |
| 2019                       | не кваліфікувалась         | не кваліфікувалась         | не кваліфікувалась         | не кваліфікувалась         | не кваліфікувалась         | не кваліфікувалась         | не кваліфікувалась         | не кваліфікувалась         | не кваліфікувалась |
| 2023                       | не кваліфікувалась         | не кваліфікувалась         | не кваліфікувалась         | не кваліфікувалась         | не кваліфікувалась         | не кваліфікувалась         | не кваліфікувалась         | не кваліфікувалась         | не кваліфікувалась |
| 2025                       | не кваліфікувалась         | не кваліфікувалась         | не кваліфікувалась         | не кваліфікувалась         | не кваліфікувалась         | не кваліфікувалась         | не кваліфікувалась         | не кваліфікувалась         | не кваліфікувалась |
| Разом                      | 2/24                       | 6                          | 0                          | 2                          | 4                          | 1                          | 19                         | -18                        |                    |

## Досягнення
- Молодіжний чемпіонат Африки:
  -  Віце-чемпіон (1): 1979